# Jazzpark Essling

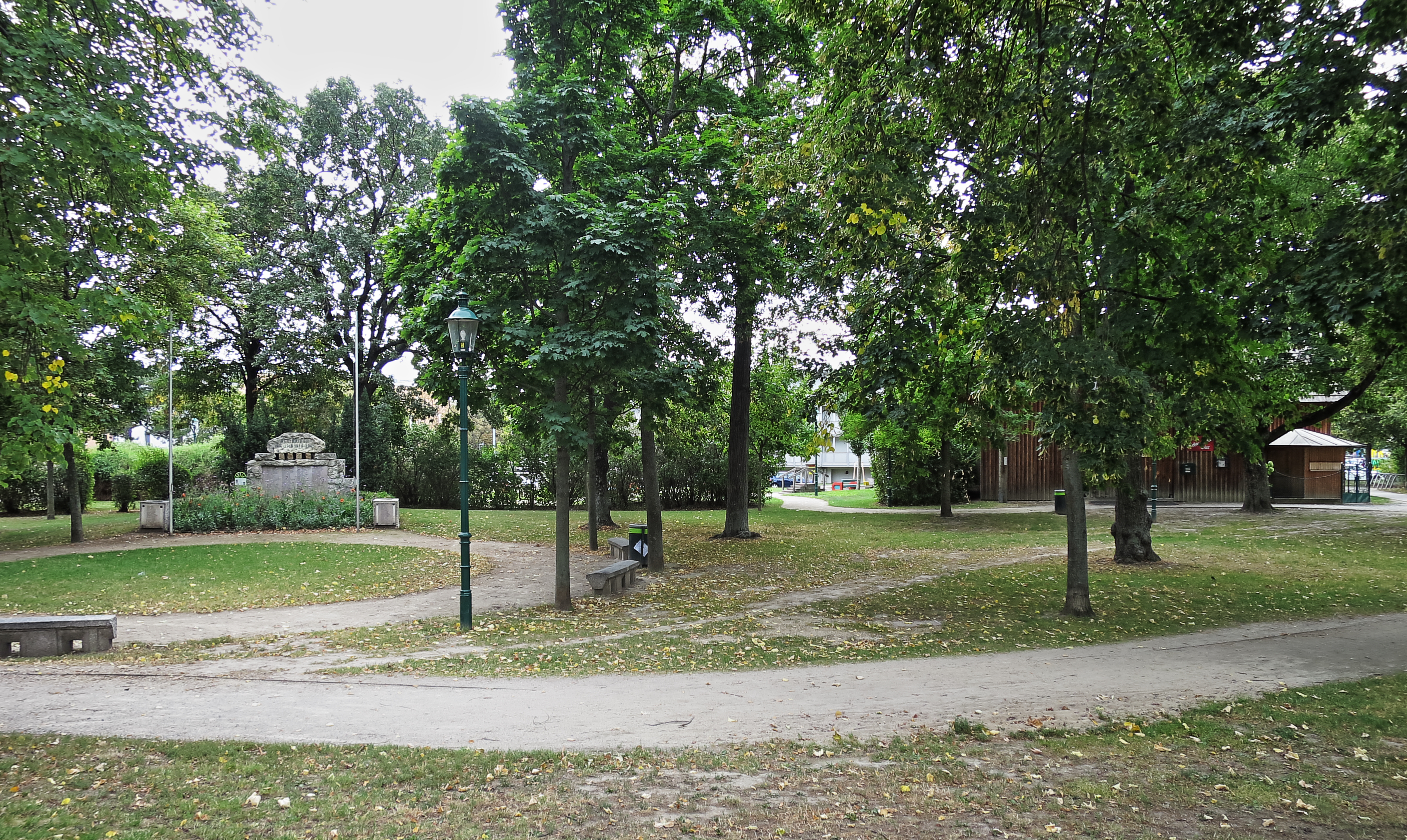
Jazzpark Essling

Der Jazzpark Essling ist eine Parkanlage im Bezirksteil Essling des 22. Wiener Gemeindebezirks Donaustadt. Er liegt im historischen Ortskern von Essling und ist nach dem Esslinger „Jazz-Viertel“ benannt.

## Geschichte

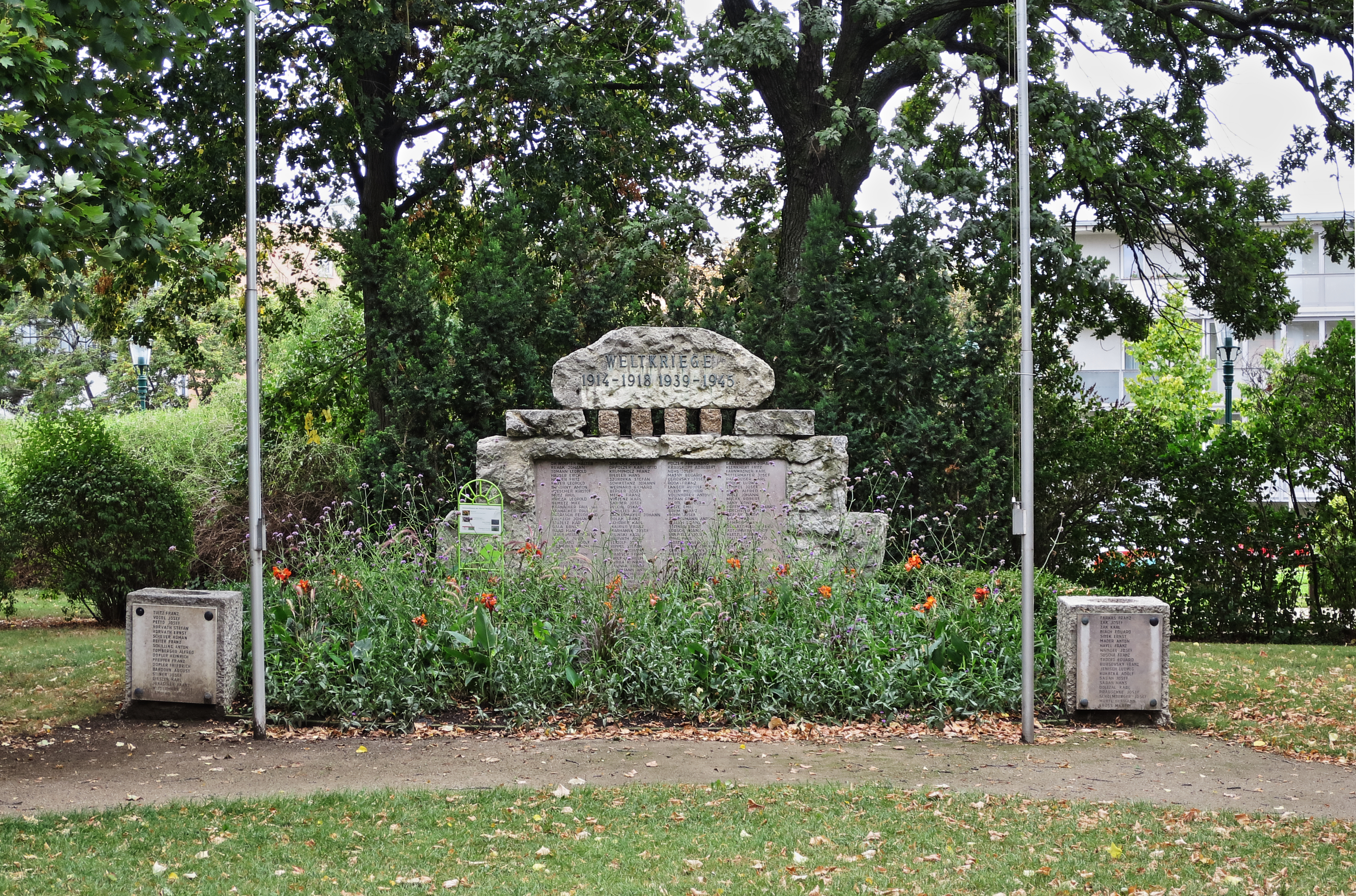
Kriegerdenkmal

Der nördliche Teil des heutigen Jazzparks Essling hatte bereits in den 1950er Jahren einen parkähnlichen Zustand. Das hier errichtete Kriegerdenkmal für die gefallenen Esslinger der beiden Weltkriege wurde 1957 geweiht. In den späten 1990er Jahren wurde mit den Benennungen einer Gasse nach dem in Essling aufgewachsenen Jazzmusiker Fatty George und eines Parks nördlich der Großenzersdorfer Straße nach dem Jazzpianisten Bill Grah der Grundstein für dieses „Jazz-Viertel“ gelegt. Ende 2003 wurde im heutigen Jazzpark mit der Errichtung einer Veranstaltungsstätte begonnen, im September 2005 wurde der Kulturstadl, der seither vom Verein Kulturfleckerl Essling betrieben wird, feierlich eröffnet. Rund einen Monat später wurden neben dem Kulturstadl das Jazzmuseum Fatty George Jazzmus und ein Ausstellungspavillon eröffnet, die in je einer denkmalgeschützten, historischen Toilettenanlage untergebracht sind. Aufgrund eines Gemeinderatsbeschlusses vom 2. Oktober 2007 wurde der bislang namenlose Park schließlich nach dem Esslinger „Jazz-Viertel“ benannt. 2011 wurde der Park um einen südlichen Bereich erweitert, der als Generationen-Aktiv-Park gestaltet ist und im Juni 2012 eröffnet wurde. Das ab 1999 im Bill-Grah-Park veranstaltete jährliche Esslinger Jazz-Festival mit Livemusik übersiedelte später in den Jazzpark und findet auch heute noch jeden Sommer bei freiem Eintritt statt.

## Lage und Beschreibung

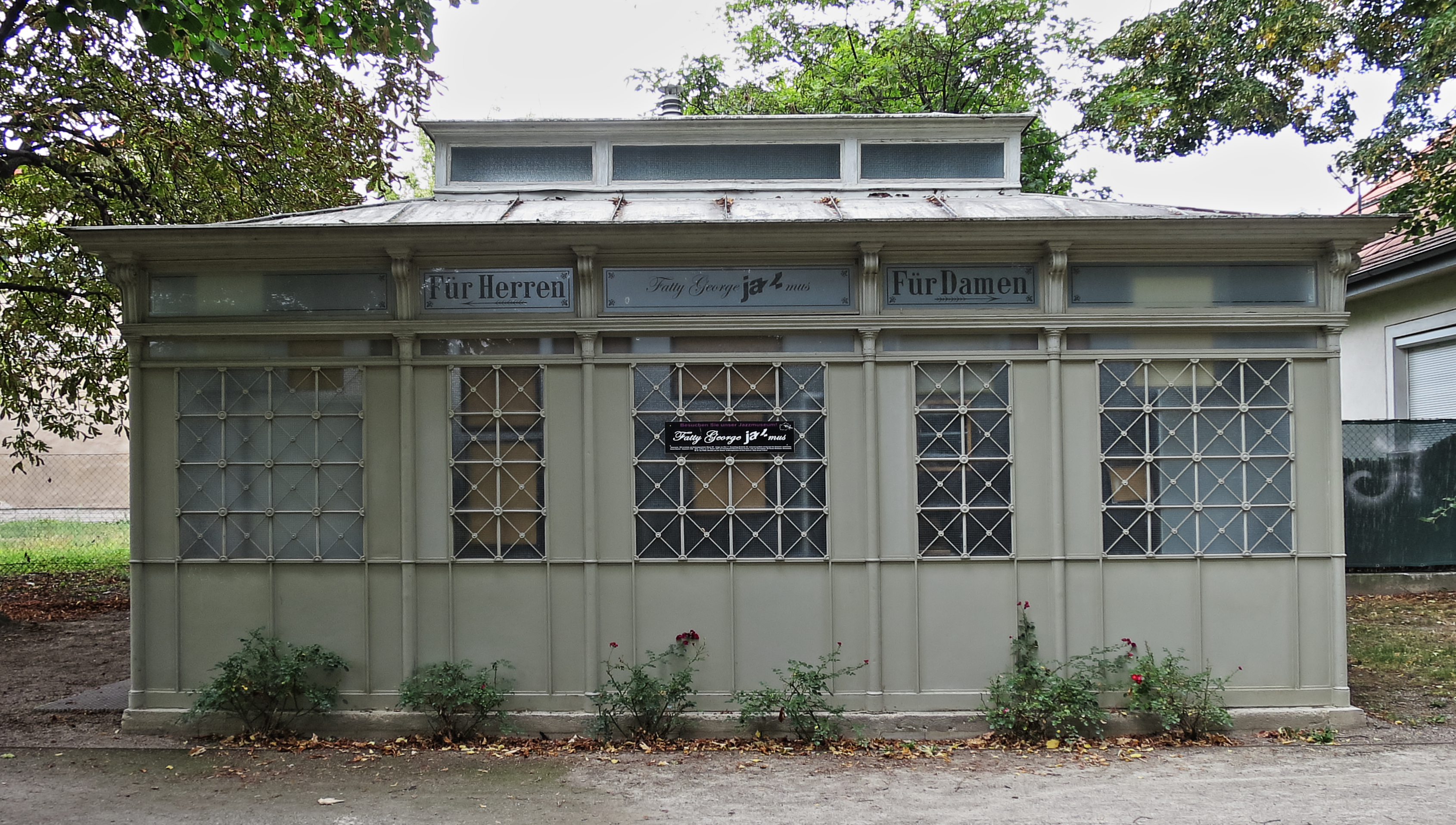
Fatty George Jazzmus

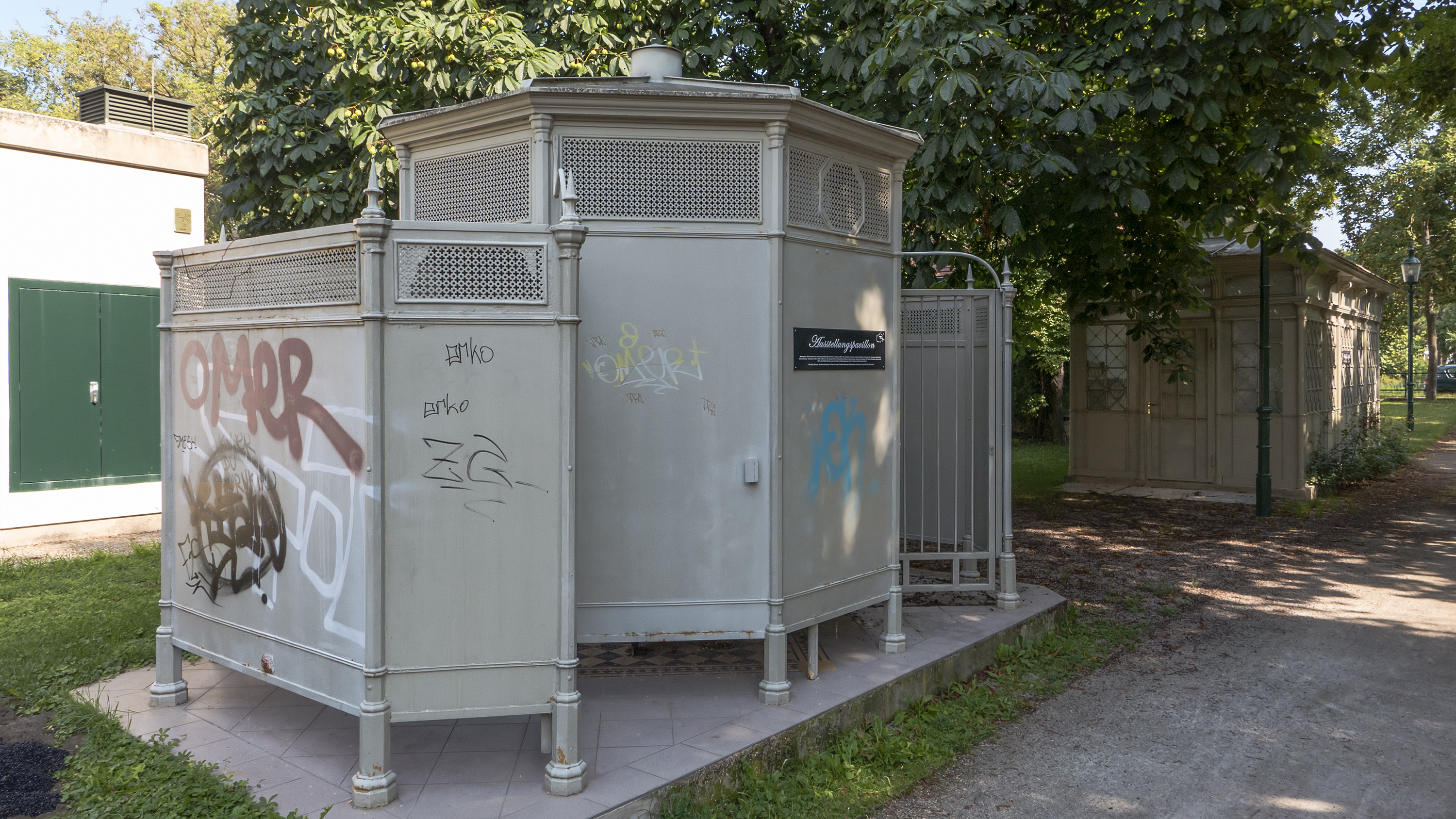
Ausstellungspavillon

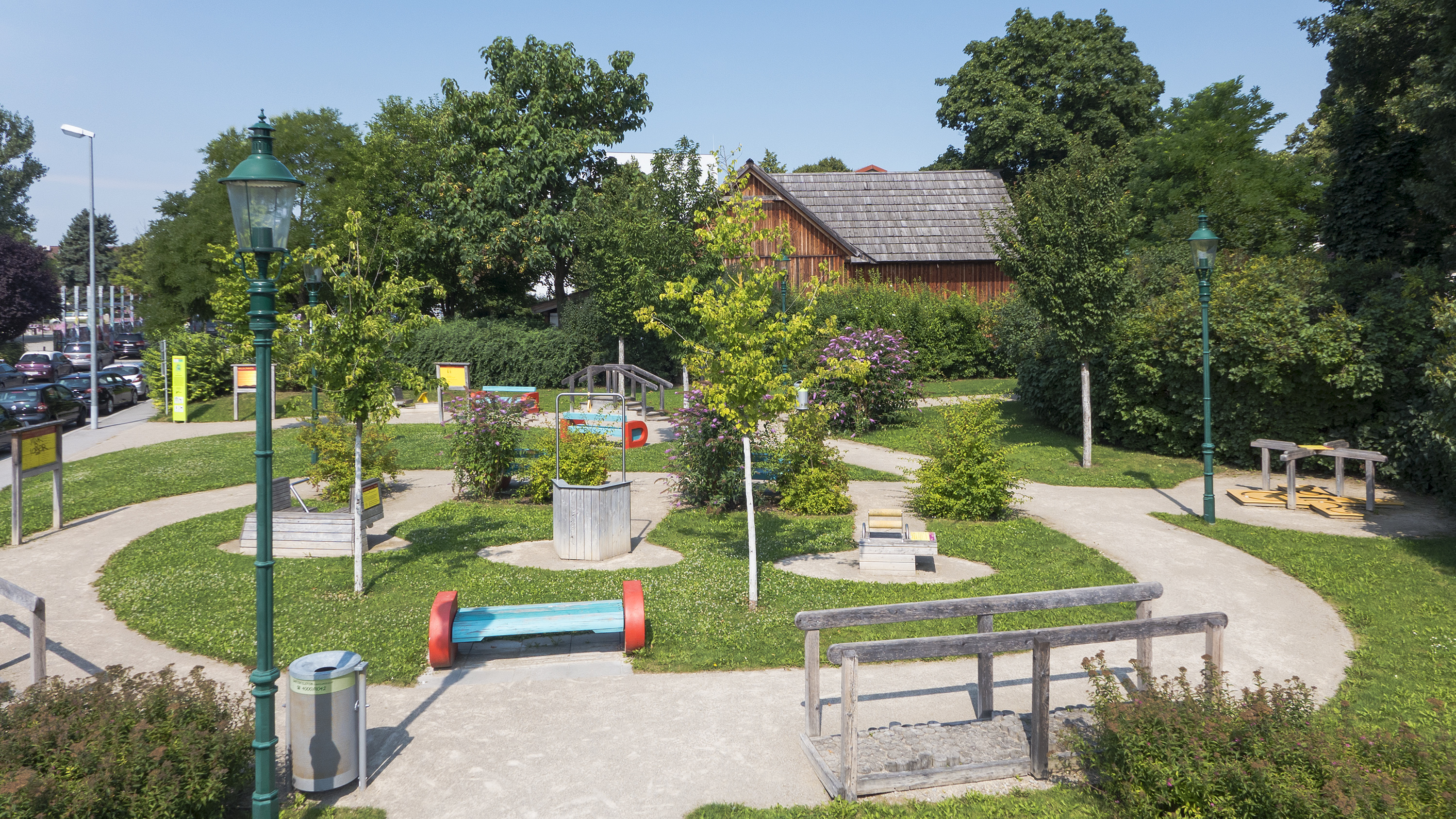
Generationen-Aktiv-Park

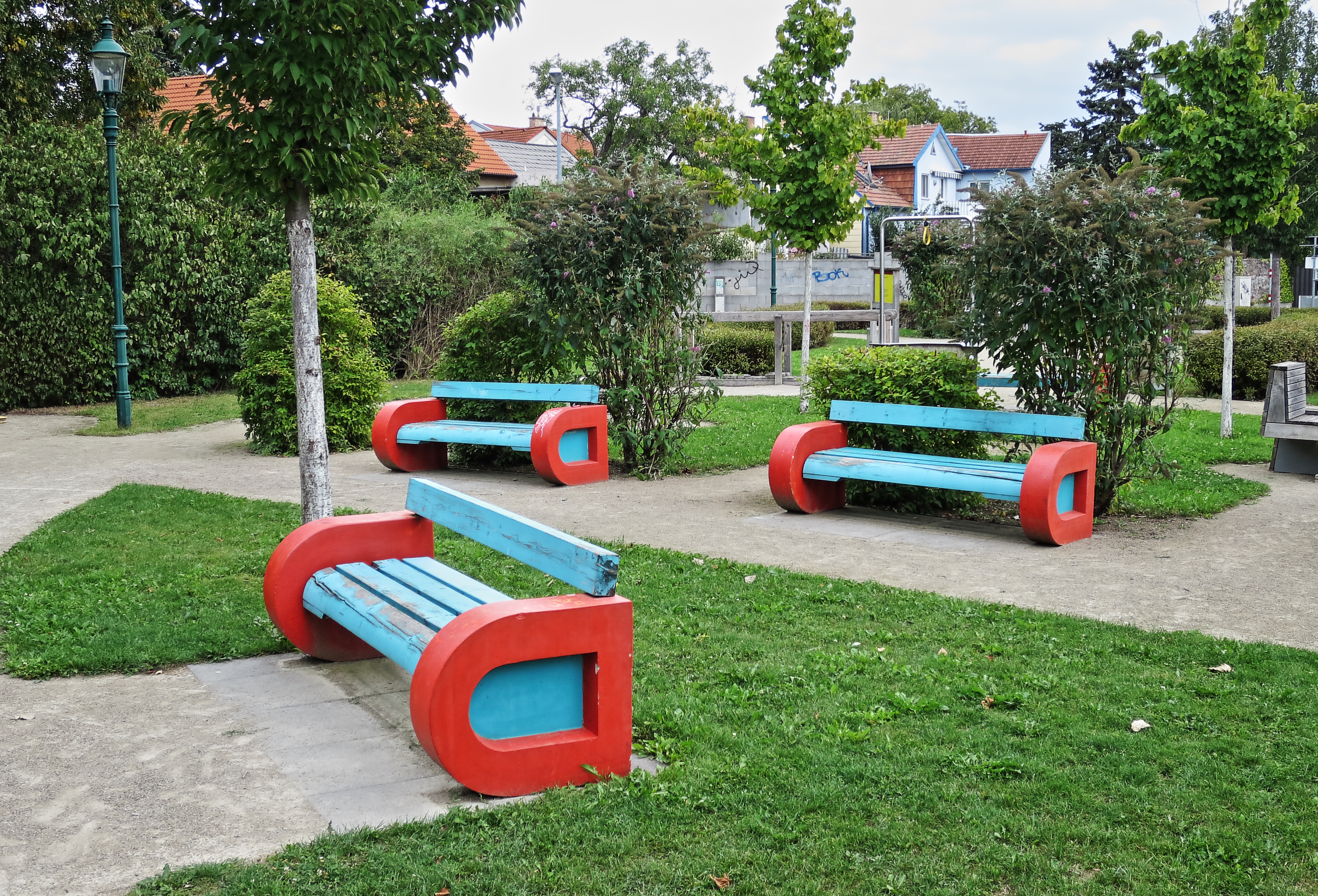
Donaustadt-Bänke

Der etwa 3470 m² große Jazzpark Essling wird von der Esslinger Hauptstraße, der Colerusgasse und dem Grosserweg sowie im Westen von der Umzäunung des benachbarten Grundstücks begrenzt. Der südöstliche Teil des Parks wird von einem Generationen-Aktiv-Park eingenommen, der vom restlichen Park durch hohe Sträucher optisch getrennt ist. Im nördlichen Teil führt ein kreisrunder Gehweg zum Kriegerdenkmal, im westlichen Teil befinden sich der Kulturstadl und die beiden Ausstellungspavillons des Kulturvereins.
Das Kriegerdenkmal zur Erinnerung an die in den beiden Weltkriegen gefallenen Männer aus Essling besteht aus einer Steinmauer, für die einige Steine der Kronprinz-Rudolf-Brücke (ältestes Vorgängerbauwerk der heutigen Reichsbrücke) verwendet wurden, und ist von einem Stein mit der Inschrift „WELTKRIEGE 1914–1918 1939–1945“ bekrönt. Der Großteil der Mauer wird von einer Inschriftentafel mit den Namen der Gefallenen eingenommen. Davor befindet sich ein Blumenbeet, das zu beiden Seiten von je einem Steinquader mit einer Inschrifttafel mit weiteren Namen flankiert ist.
Im Kulturstadl, dessen Bauform einem Heustadel nachempfunden ist,
finden mehrmals im Monat Veranstaltungen des Vereins Kulturfleckerl Essling statt. Daneben befindet sich eine ehemalige Toilettenanlage, die heute unter Denkmalschutz steht und als Pavillon für Sonderausstellungen im Rahmen von Großveranstaltungen des Kulturvereins dient. Das historische Pissoir wurde 1912 von Wilhelm Beetz errichtet, befand sich ursprünglich am Laubeplatz im 10. Bezirk und wurde 2005 an den heutigen Standort versetzt.
Neben dem Ausstellungspavillon steht eine weitere denkmalgeschützte Toilettenanlage von Wilhelm Beetz, die 1912 errichtet wurde und sich ursprünglich in Neuwaldegg im 17. Bezirk bei der Endstelle der Straßenbahnlinie 43 befand. Nach ihrer Restaurierung wurde sie im Jazzpark aufgestellt und – gemeinsam mit dem Ausstellungspavillon – am 26. Oktober 2005 feierlich eröffnet. Das hier untergebrachte Jazzmuseum mit dem Namen Fatty George Jazzmus beherbergt eine Dauerausstellung über Fatty George mit Fotoaufnahmen, Plakaten, Tonträgern, Zeichnungen und anderen Exponaten.
Auch die südliche Erweiterung des Parks nimmt Bezug zum Thema Jazz, indem ein Rundparcours und eine mit Büschen umgebene Parkfläche so gestaltet sind, dass sie von oben gesehen die Form einer Trompete bzw. Gitarre haben. Als einer von zahlreichen Wiener Aktiv-Parks und zum Zeitpunkt der Eröffnung siebter Generationen-Aktiv-Park verfügt er über verschiedene Senioren-Fitnessgeräte und „Kopftraining“-Stationen zur Stärkung der körperlichen und geistigen Gesundheit. Als Sitzgelegenheiten wurden hier erstmals sechs neu entworfene Donaustadt-Bänke aufgestellt, die in den Bezirksfarben des Donaustädter Logos, Petrolblau und Rot, gehalten sind und über D-förmige Seitenteile verfügen. Darüber hinaus befinden sich hier eine Klanginstallation sowie je ein Brettspieltisch für Schach und Mensch ärgere Dich nicht.

## Baumbestand

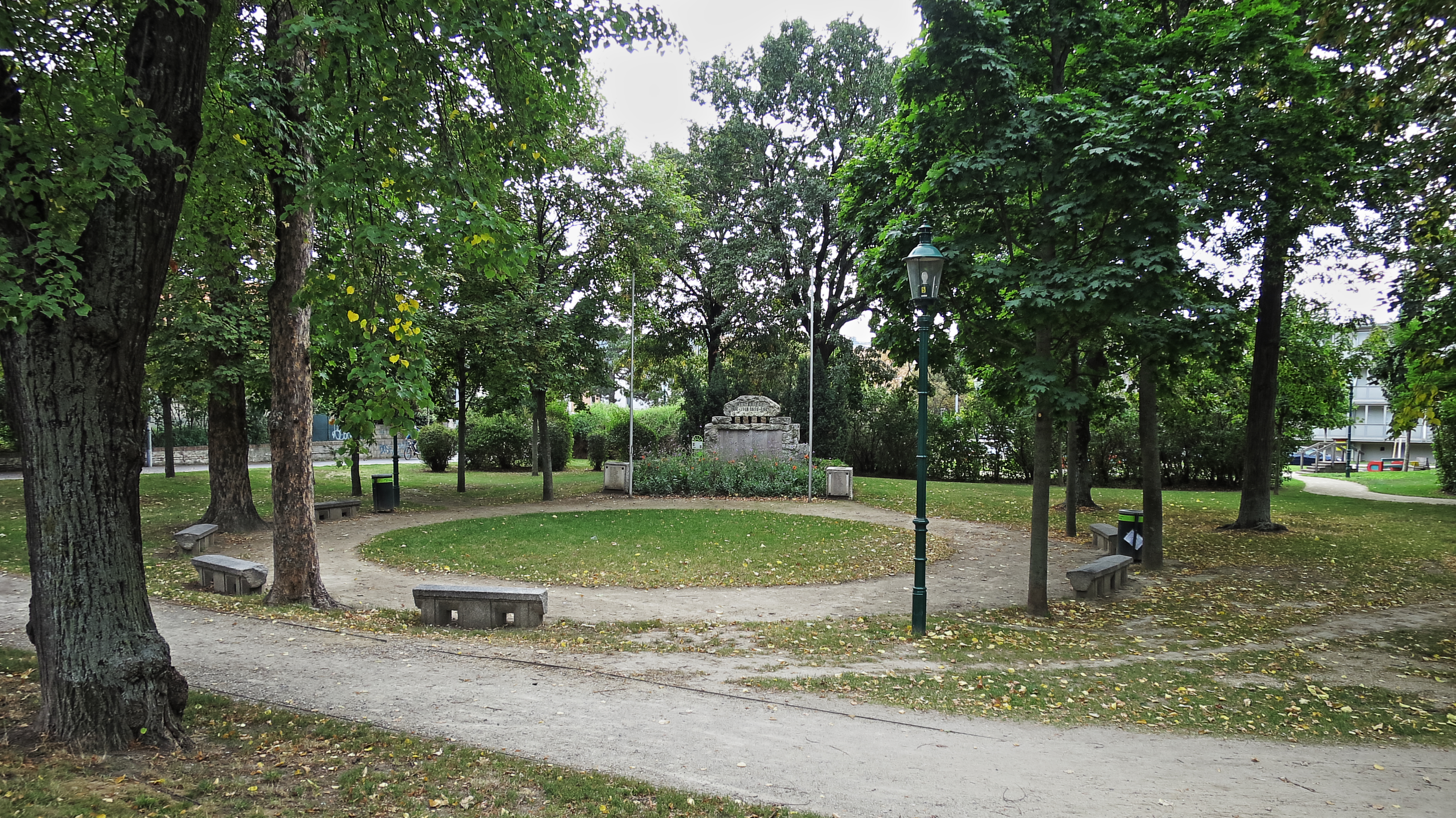
Verschiedene Baumarten am Rundweg vor dem Kriegerdenkmal

Der Jazzpark Essling hat einen Bestand von 53 Bäumen (Stand 2017), folgende Baumarten und Zierformen sind vertreten:
- Spitzahorn (Acer platanoides)
- Säulenahorn (Acer platanoides 'Columnare')
- Berg-Ahorn (Acer pseudoplatanus)
- Rosskastanie (Aesculus hippocastanum)
- Baum-Hasel (Corylus colurna)
- Gemeine Esche (Fraxinus excelsior 'Atlas')
- Schwarzer Maulbeerbaum (Morus nigra)
- Blauglockenbaum (Paulownia tomentosa)
- Japanische Blütenkirsche (Prunus serrulata 'Kanzan')
- Stieleiche (Quercus robur)
- Scheinakazie (Robinia pseudoacacia)
- Schnurbaum (Styphnolobium japonicum)
- Winterlinde (Tilia cordata)
- Sommerlinde (Tilia platyphyllos)